# Nemcia pulchella
Nemcia pulchella là một loài thực vật có hoa trong họ Đậu. Loài này được Turcz. mô tả khoa học đầu tiên.